# Генін Роберт Львович
Роберт Львович Генін (рос. Роберт Львович Генин; 11 серпня 1884, Високе — 16 серпня 1941, Москва) — російський і німецький живописець і графік єврейського походження, який жив і працював у Російській імперії, Німеччині, Франції, Швейцарії та СРСР. Мистецька манера Геніна розвивалася від югендстилю (ілюстрації для журналу «Югенд») у 1907—1910 роках до символізму / неокласицизму 1911—1914 років, потім після початку Першої світової війни різко змінилася експресіонізмом. Пройшовши кілька етапів розвитку експресіонізму в 1915—1925 роках, Генін прийшов до своєрідного ліричного примітивізму, характерного для його пізнього паризького періоду. У березні — червні 2019 року в художньому музеї Мурнау (Schloßmuseum Murnau) відбулася ретроспективна виставка «Роберт Генін (1884—1941). Російський експресіоніст у Мюнхені», що показала твори художника з музеїв та приватних зібрань за всіма періодами творчості.